# روبرت فوغل (لاعب رماية)
روبرت فوغل (بالإنجليزية: Robert Vogel)‏ هو لاعب رماية أمريكي، ولد في 7 أكتوبر 1981.